# Juncosa
Juncosa è un comune spagnolo situato nella comunità autonoma della Catalogna.

## Stemma
Scudo coronato: d'argento, una pala di sabbia. Per timbro, una corona muraria di città.